# Za dolar človečnosti
Za dolar človečnosti (1983) je avtobiografski izseljenski roman Ivana Dolenca o delu in trpljenju slovenskih izseljencev v Kanadi.

## Vsebina
Pripoved o izseljenskih izkušnjah pisatelja in življenju Slovencev v Kanadi se prične na vlaku z izseljenci. Med potujočimi je veliko Madžarov in Jugoslovanov. Pripovedovalec Tomaž, po rodu iz Prekmurja, je namenjen v Winnipeg, mrzlo, a menda bogato mesto. Izkaže se nasprotno. Na priseljenskem uradu spozna Rada, hrvaškega begunca iz leta 1945, ki priseljencem zelo pomaga pri iskanju zaposlitve. 
Zima v Winnipegu je kruta, dela ni, ljudje tičijo doma. V veliko oporo Tomažu sta prijatelj Dušana in njegova družina. Življenje se počasi zasuka na bolje. Dušan poleti dela v svoji restavraciji, poročen pa je z Indijanko. Tomaž hrepeni po zaslužku, saj je doma pustil ženo in tri hčere, ki jih želi čim prej ob sebi. Prvo pravo delo se mu odpre v avtomehanični delavnici, najame si stanovanje, vendar še vedno ne zasluži dovolj za vozovnice svoje družine. Muči ga osamljenost, iz nje se rešuje s pisanjem. Tekst Priseljenčeve pobožne želje pošlje v uredništvo Sloge. Poleti se v Winnipegu odpre vrsta kratkih in donosnih zaposlitev, npr. delo v norišnici. Zaposlitev mu odsvetujejo, saj so razmere v tej ustanovi grozljive. V njej so se znašli priseljenci, ki jim ni uspelo dobiti službe v novem svetu. Po nekaj mesecih omaga in delo v norišnici pusti. 
Žena z končno prispe v Kanado, Tomaž je kljub brezposelnosti srečen. Družijo se z Dušanovo družino. Končno dobi zaposlitev v elektrarni, preselijo se v večjo hišo. Punci sta prve mesece v šoli zelo trpeli, saj nista razumeli jezika. Po enem letu ima družina dovolj prihrankov za selitev v Toronto, kjer je več domačih ljudi. 
Roman je 1989 izhajal v ponatisu v koroškem tedniku Slovenski vestnik. 